# Kunduz (prowincja)
Kunduz (dari: كندوز) – jedna z trzydziestu czterech prowincji (wilajet) Afganistanu, położona na północy kraju. Prowincja Kunduz graniczy z Tadżykistanem na północy, z prowincją Tachar na wschodzie, z prowincją Baghlan na południu, z prowincją Samangan na południowym zachodzie oraz z prowincją Dżozdżan na zachodzie. W 2021 roku prowincja liczyła prawie 1,2 mln mieszkańców.

## Historia
Prowincja Kunduz uzyskała niezależność od Iranu w 1508 roku. W 1520 roku została przyłączona do Badachszanu. W 1545 roku ponownie uzyskała niepodległość, jednak kilka lat później straciła ją i popadła w zależność od Badachszanu. W 1698 roku uzyskała niepodległość i utrzymała ją do początku XX wieku.

## Emirzy prowincji Kunduz
- 1508 r. – 1520 r. Wais Mirza
- 1545 r. – 1550 r. Abu Nasr Muhammad Hindal
- 1698 r. – 1708 r. Mahmud Bej
- około 1768 r. – Qubad Beg
- 1815 r. – 1842 r. Murad Bej
- 1842 r. – 1850 r. Rustam Bej
- 1850 r. – 1865 r. Mir Ataliq
- 1865 r. – 1887 t. Sultan Murad
- 1887 r. – około 1900 r. Ali Bardi Chan

Powiaty prowincji Kunduz

## Powiaty
Prowincja Kunduz dzieli się na 7 powiatów:
- Powiat Ali abad
- Powiat Arczi
- Powiat Czahar dara
- Powiat Imam Sahib
- Powiat Chan Abad
- Powiat Qalaj-i-Zal
- Powiat Kunduz

## Demografia
Przybliżony skład etniczny: Pasztuni 34%, Uzbecy 27%, Tadżycy 20%, Turkmeni 9,4%; Arabowie 4,6%; Hazarowie 3,5%; również Beludżowie, Nuristańczycy i inni.